# Moby
Moby (11 de setembre de 1965, Harlem, Nova York) és un compositor i músic de música electrònica estatunidenc. El seu vertader nom és Richard Melville Hall. Pren el nom artístic del seu avantpassat Herman Melville, autor de Moby Dick.

## Discografia

### Àlbums
- Hotel (2005)
- Baby Monkey (com a Voodoo Child, 2004)
- 18 B Sides + DVD (2003)
- 18 (2002)
- Play (1999)
- Play: Edició Limitada en una capsa de 2 CDs
- Mobysongs
- I Like to Score (1997)
- Rare: The Collected B-Sides 1989-1993
- The End of Everything (com a Voodoo Child)
- Animal Rights (1996)
- Everything is Wrong (DJ mix)
- Early Underground
- Ambient (1993)
- The Story So Far
- Instinct Dance
- HERVEY STORY
- Last Night (2008)
- Wait for Me (2009)
- Destroyed (2011)
- Innocents (2013)
- Long Ambients 1: Calm. Sleep. (2016)
- These Systems Are Failing (2016)
- More Fast Songs About the Apocalypse (2017)
- Everything Was Beautiful, and Nothing Hurt (2018)
- Long Ambients 2 (2019)
- All Visible Objects (2020)
- Live Ambients – Improvised Recordings Vol. 1 (2020)
- Reprise (2021)
- ambient 23 (2023)[2]
- Resound NYC (2023)
- Always Centered at Night (2024)

### Singles
- 1991 "Go" #10 UK
- 1993 "I Feel It / Thousand" #38 UK
- 1993 "Move" #21 UK
- 1994 "Hymn" #31 UK
- 1994 "Feeling So Real" #30 UK
- 1995 "Everytime You Touch Me" #28 UK
- 1995 "Into the Blue" #34 UK
- 1997 "James Bond Theme (Moby's Re-Version)" #8 UK
- 1998 "Honey" #33 UK
- 1999 "Run On" #33 UK
- 1999 "Bodyrock" #38 UK
- 1999 "Why Does My Heart Feel So Bad" #16 UK
- 2000 "Natural Blues" #11 UK
- 2000 "Porcelain" #5 UK
- 2000 "South Side" #14 US
- 2000 "Why Does My Heart Feel So Bad (re-issue) / Honey (remix)" #17 UK
- 2002 "We Are All Made of Stars" #11 UK
- 2002 "Extreme Ways" #39 UK
- 2002 "In This World" #35 UK
- 2005 "Lift Me Up" #18 UK
- 2005 "Raining again" #18 UK
- 2005 "Spiders"